# Iwierzyce (gromada)
Iwierzyce – dawna gromada, czyli najmniejsza jednostka podziału terytorialnego Polskiej Rzeczypospolitej Ludowej w latach 1954–1972.
Gromady, z gromadzkimi radami narodowymi (GRN) jako organami władzy najniższego stopnia na wsi, funkcjonowały od reformy reorganizującej administrację wiejską przeprowadzonej jesienią 1954 do momentu ich zniesienia z dniem 1 stycznia 1973, tym samym wypierając organizację gminną w latach 1954–1972.
Gromadę Iwierzyce z siedzibą GRN w Iwierzycach utworzono – jako jedną z 8759 gromad na obszarze Polski – w powiecie dębickim w woj. rzeszowskim na mocy uchwały nr 19/54 WRN w Rzeszowie z dnia 5 października 1954. W skład jednostki weszły obszary dotychczasowych gromad Iwierzyce, Olimpów i Wiercany oraz część obszaru dotychczasowej gromady Wiśniowa ze zniesionej gminy Iwierzyce w tymże powiecie. Dla gromady ustalono 18 członków gromadzkiej rady narodowej.
1 stycznia 1956 gromada weszła w skład nowo utworzonego powiatu ropczyckiego w tymże województwie.
31 grudnia 1961 do gromady Iwierzyce włączono obszar zniesionej gromady Nockowa w tymże powiecie.
Gromada przetrwała do końca 1972 roku, czyli do kolejnej reformy gminnej. 1 stycznia 1973 – tym razem w powiecie ropczyckim – reaktywowano gminę Iwierzyce (od 1999 gmina Iwierzyce znajduje się w powiecie ropczycko-sędziszowskim w woj. podkarpackim).